# Lerchenfelder Straße
La Lerchenfelder Straße est une rue de Vienne en Autriche. 

## Situation et accès
Elle forme la frontière entre le 7e arrondissement Neubau et le 8e arrondissement de Josefstadt.
La Lerchenfelder Straße commence sur la Museumstraße ou l'Auerspergstraße entre le palais Auersperg et le Weghuberpark. Elle continue tout droit jusqu'à l'intersection Kellermanngass/Piaristengasse, puis tourne légèrement à droite dans la Neubaugasse /Strozzigasse et continue ensuite en ligne droite, passe devant l'église d'Altlerchenfeld et la place Ceija-Stojka, jusqu'à la route de ceinture de Lerchenfeld. La rue traverse les deux chaussées de la ceinture, passe sous le pont de la ligne de métro U6 et se poursuit dans le quartier de la Thaliastrasse.
Les bâtiments fermés des deux côtés datent principalement de la période historiciste, certains comportant des éléments Sécession.
Les seuls espaces verts tout au long de la rue sont le Weghuberpark au début et la place Ceija-Stojka, bordée d'arbres et paysagée, à côté de l'église Altlerchenfelder.

### Transports
La Lerchenfelder Straße fait partie d'une importante liaison entre le centre-ville et les quartiers ouest.
Le tramway circule le long de la rue depuis 1903, et de 1907 à nos jours. L'accès au métro est disponible au début sur Museumstrasse (station de métro Volkstheater, lignes U2 et U3) et au bout sur Gurtel (station de métro Thaliastrasse, ligne U6). La station de métro du même nom, située directement sur la Lerchenfelder Straße, a été fermée en 2003.

## Origine du nom
La Lerchenfelder Straße tire son nom du quartier historique de Lerchenfeld (de).

## Historique
La route existait déjà comme chemin de terre au Moyen Âge ; Le nom Kremser Straße a été transmis vers 1314.
A la fin du XVIIe siècle, la route était déjà en grande partie construite. La partie inférieure s'appelait Rofranogasse (du nom des propriétaires du Palais Auersperg situé au début), la partie supérieure s'appelait Hauptstrasse in Alt-Lerchenfeld, plus tard Alt-Lerchenfelder Hauptstrasse. Jusqu'à la démolition du Linienwall en 1894, la rue se terminait à la Kaiserstrasse.
Depuis 1862, elle porte le nom de Lerchenfelder Straße.

## Bâtiments remarquables et lieux de mémoire
- N°2 : Palais Auersperg
- N°6 : Maison de location Saint Pierre (Biedermeier)
- N° 13 : Schottendurchhaus - un ancien bâtiment résidentiel historique avec trois cours et un passage vers la Neustiftgasse
- N° 15 : La maison natale de Johann Strauss (fils) se trouvait à cet endroit jusqu'en 1892.
- N°35 : maison de location Sécession
- N° 51 : Immeuble d'habitation Biedermeier Zum goldenen Fassl, construit en 1820[3]
- N° 54-56 : Maison locative d'Ernst Epstein à façade Sécession, construite en 1910[3]
- N° 111 : église paroissiale et presbytère d'Alt-Lerchenfelder

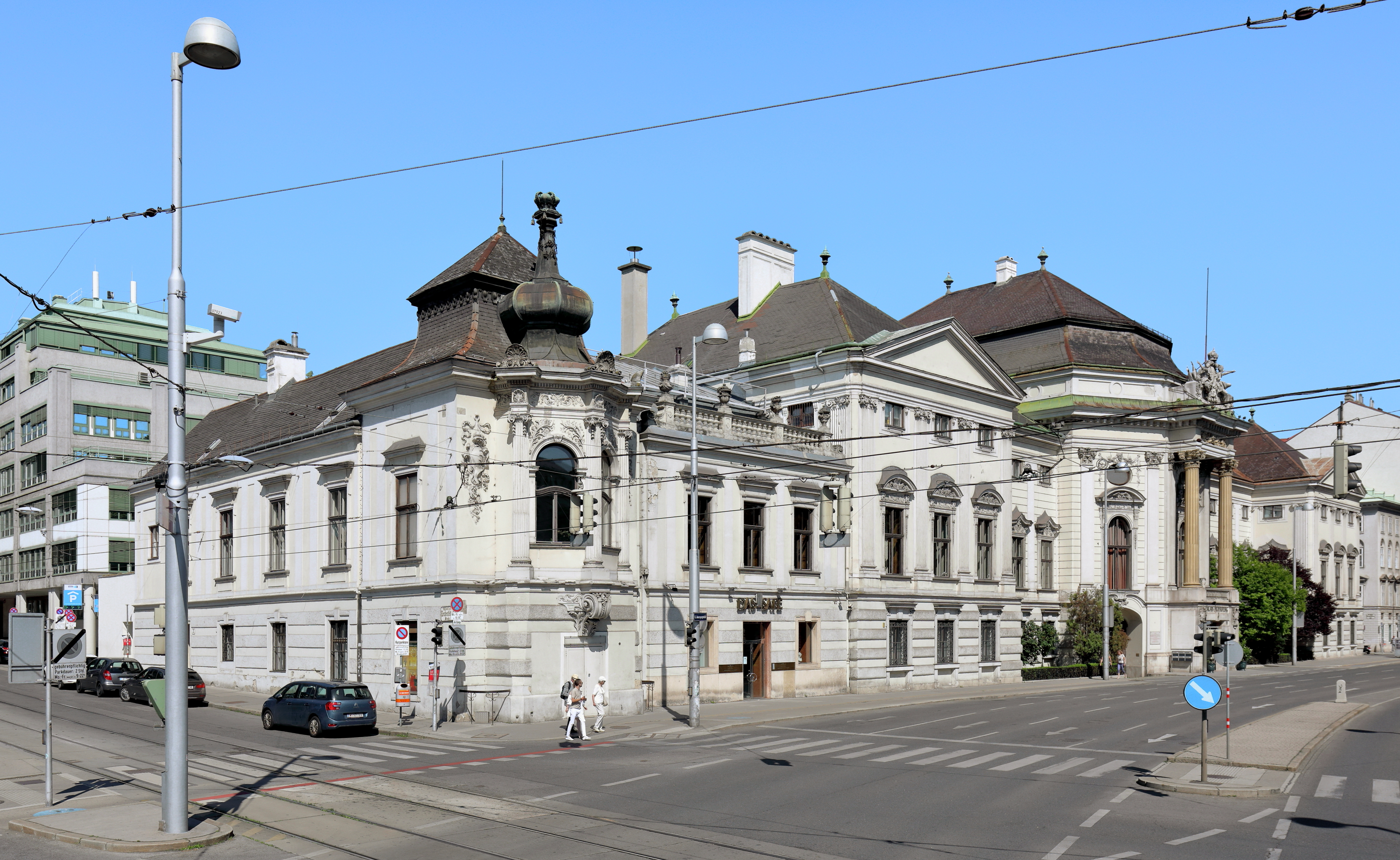
Palais Auersperg : la Lerchenfelder Straße commence à gauche
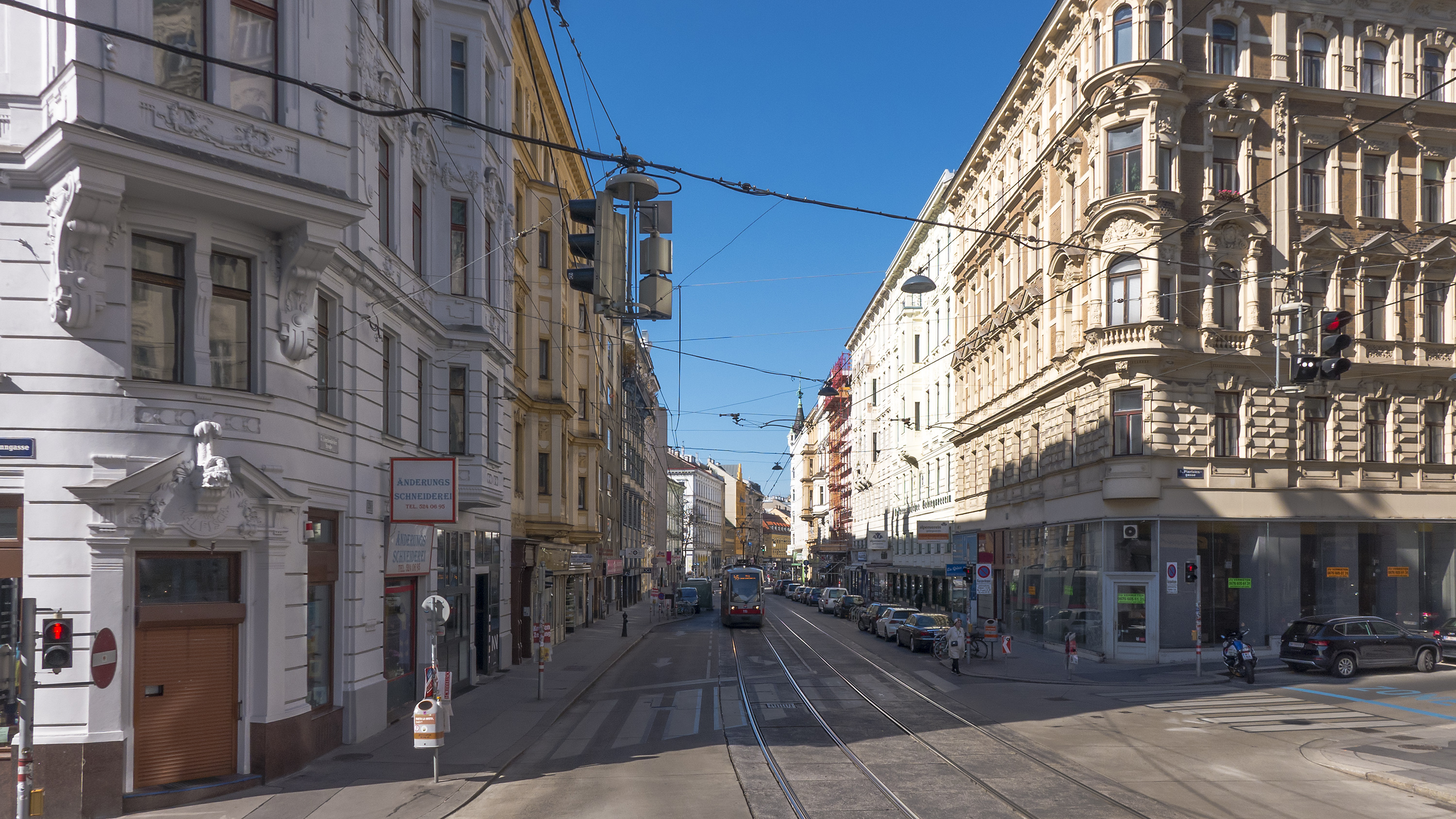
Lerchenfelder Straße près de la Kellermanngasse vue de l'extérieur
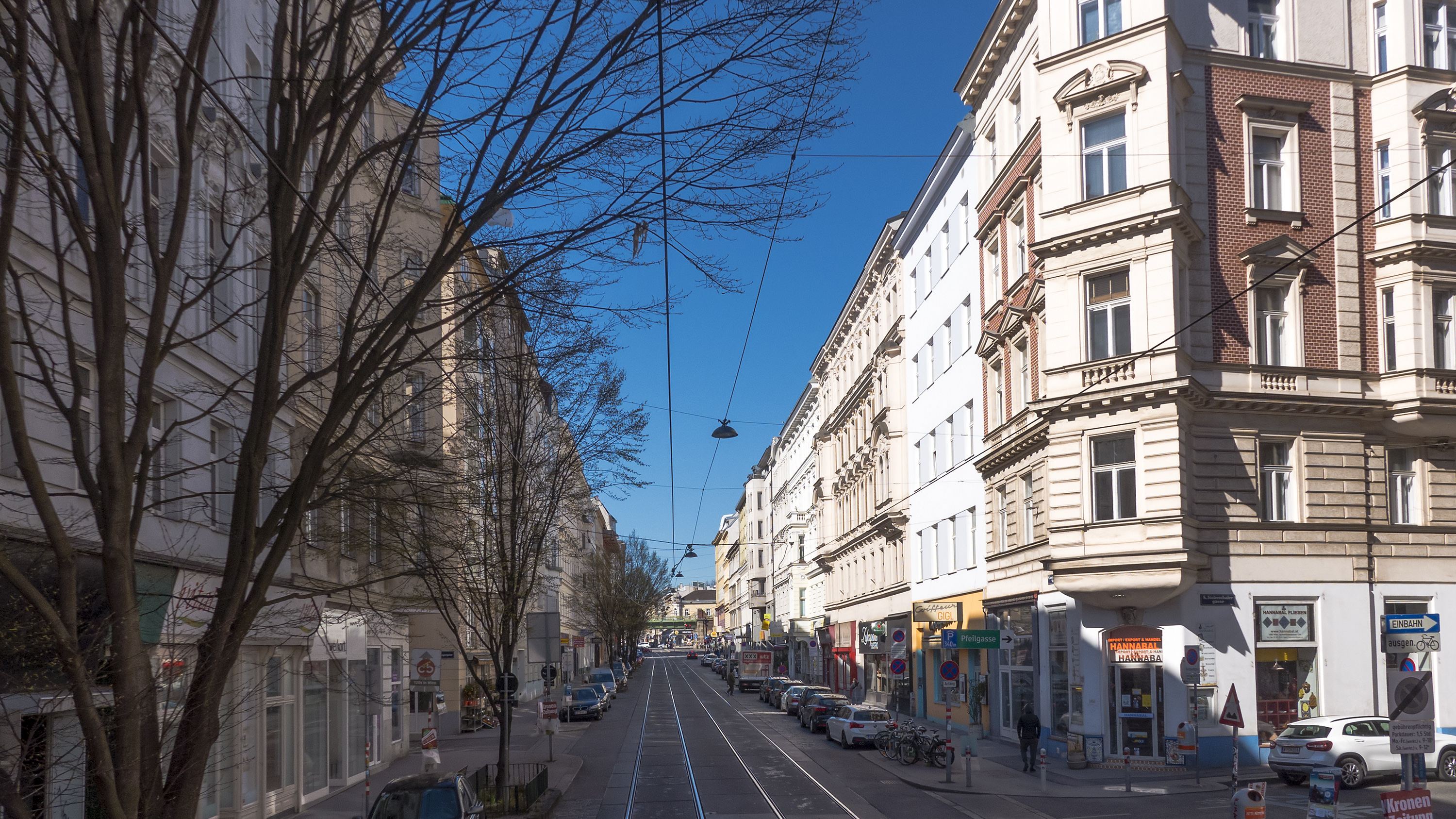
Lerchenfelder Straße à la Stolzenthalergasse en direction de Riemen
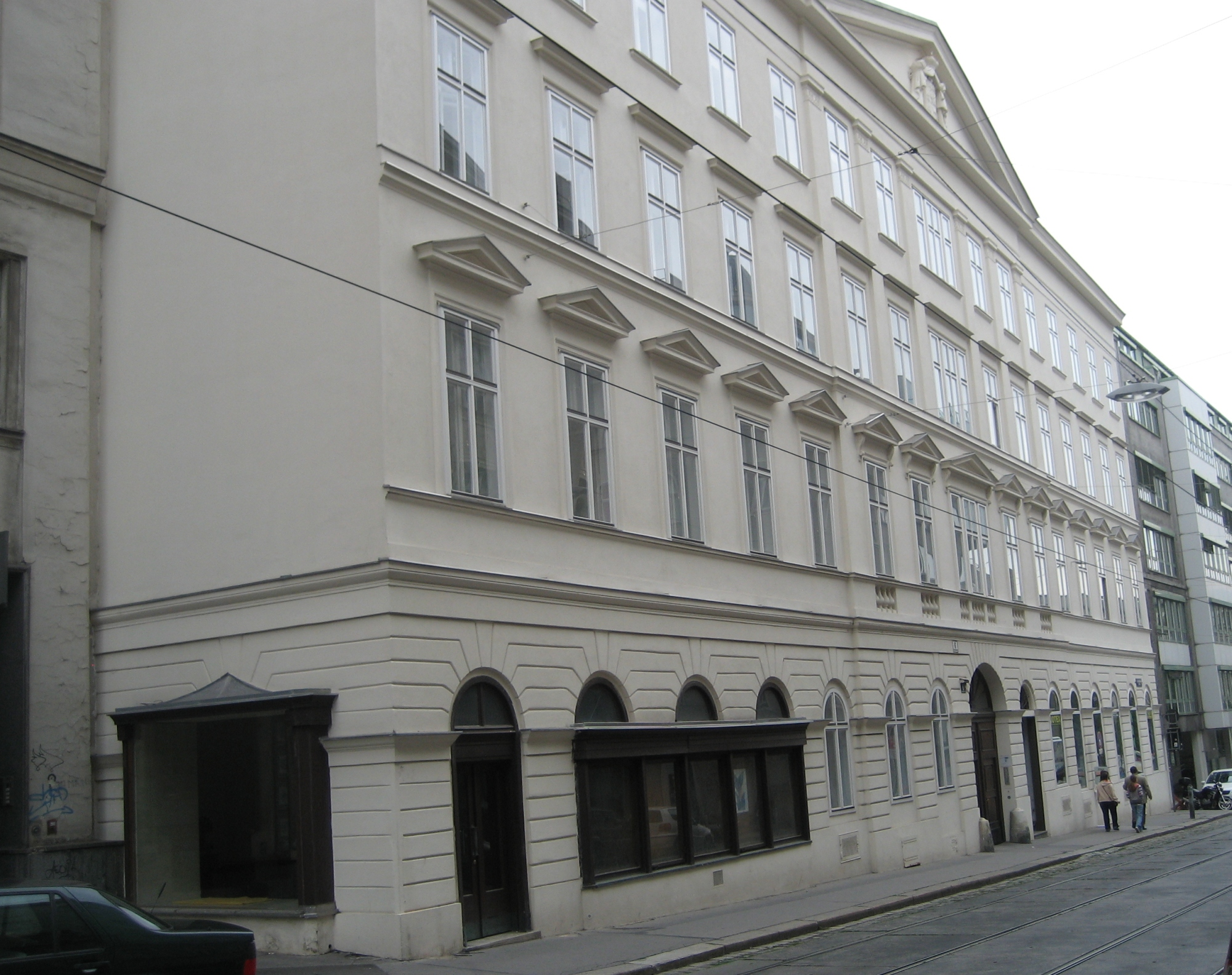
Maison Saint-Pierre (n°6)
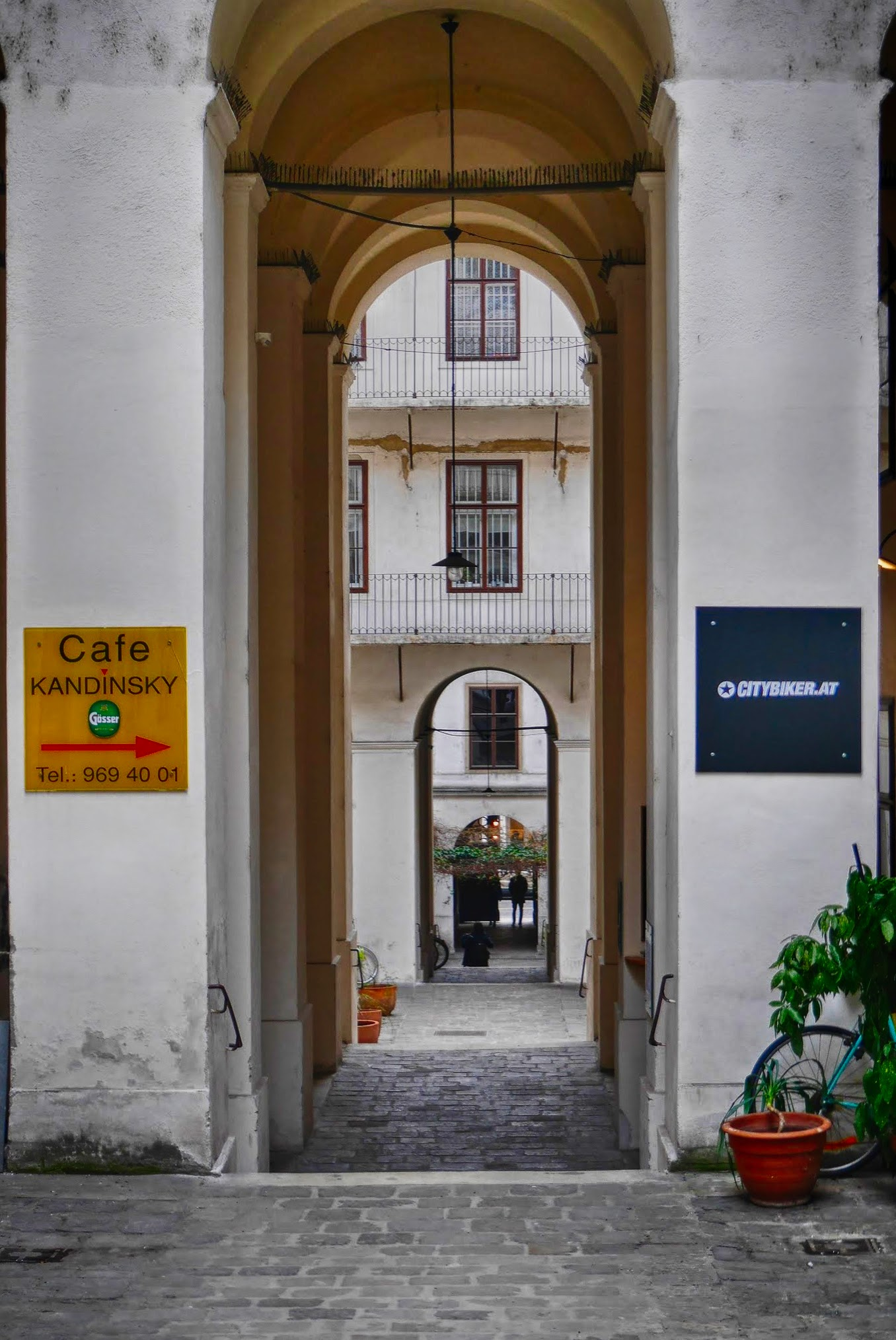
Schottendurchhaus (n°13)
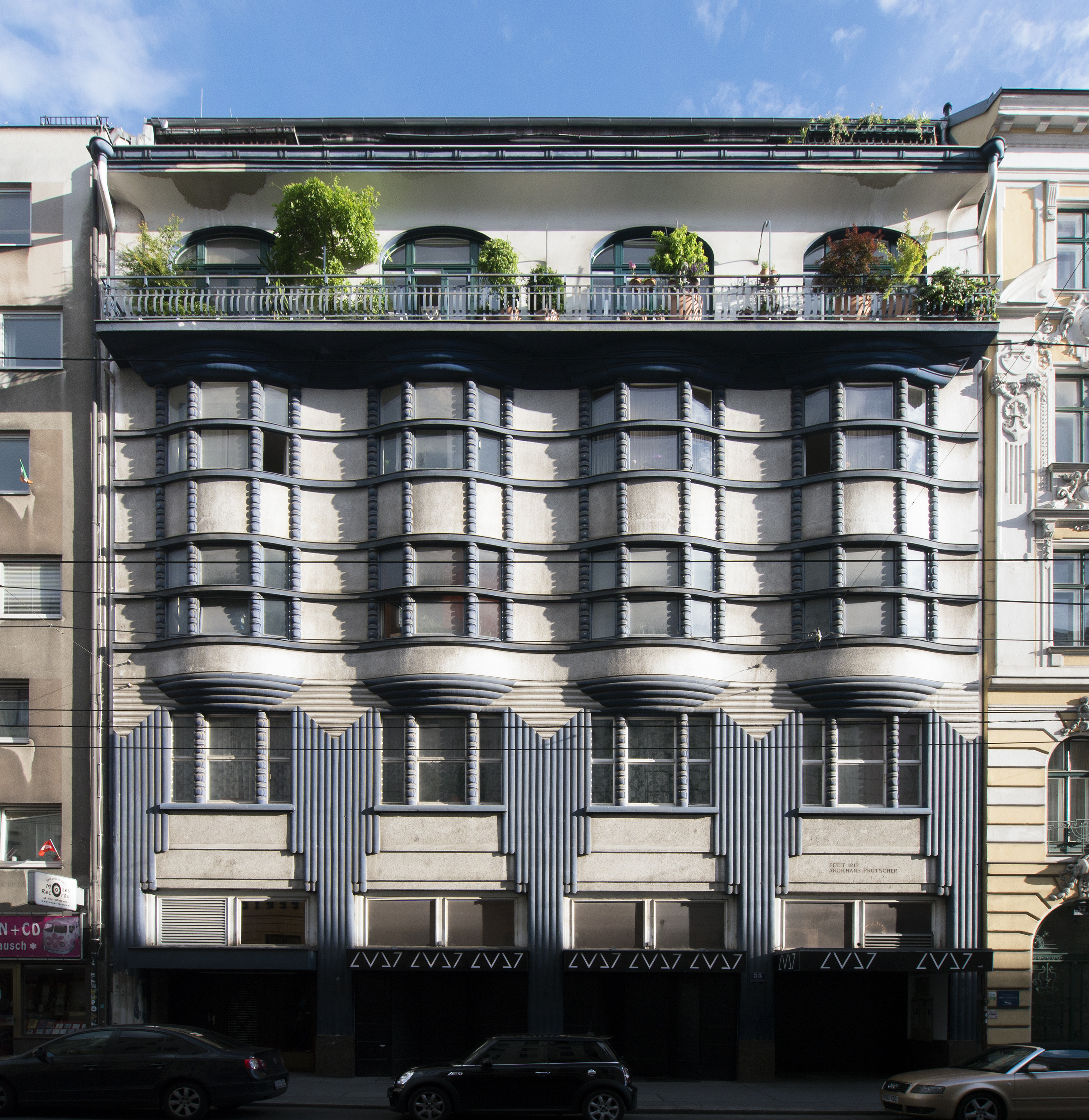
Numéro 35
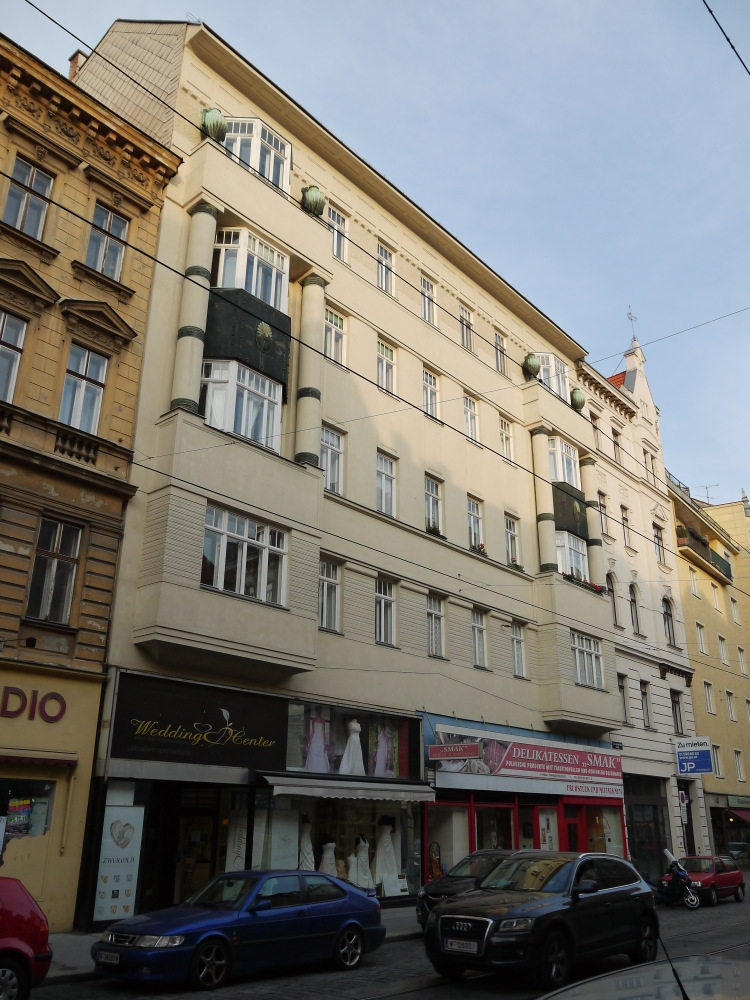
Numéro 54-56
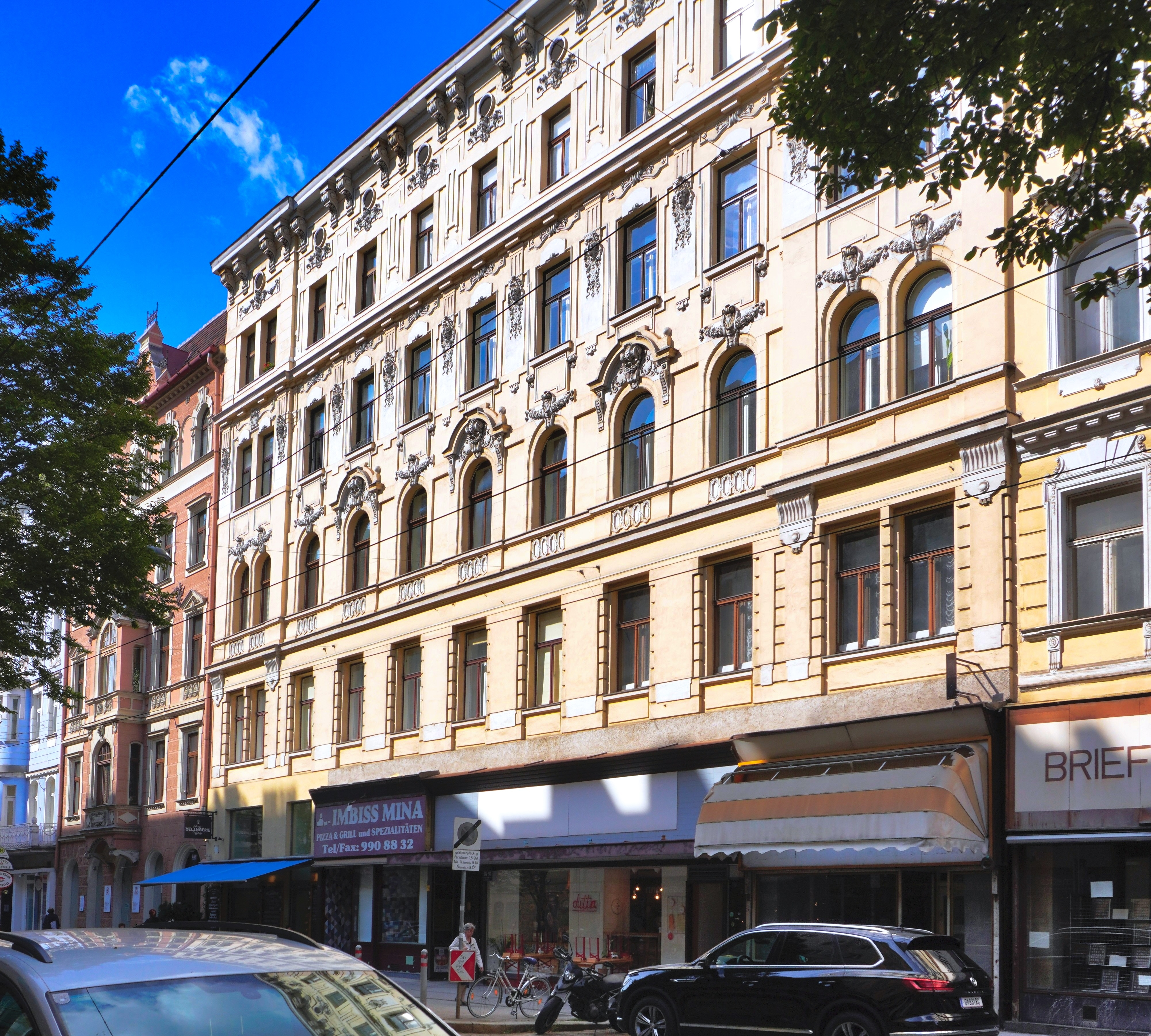
Numéros 94-98
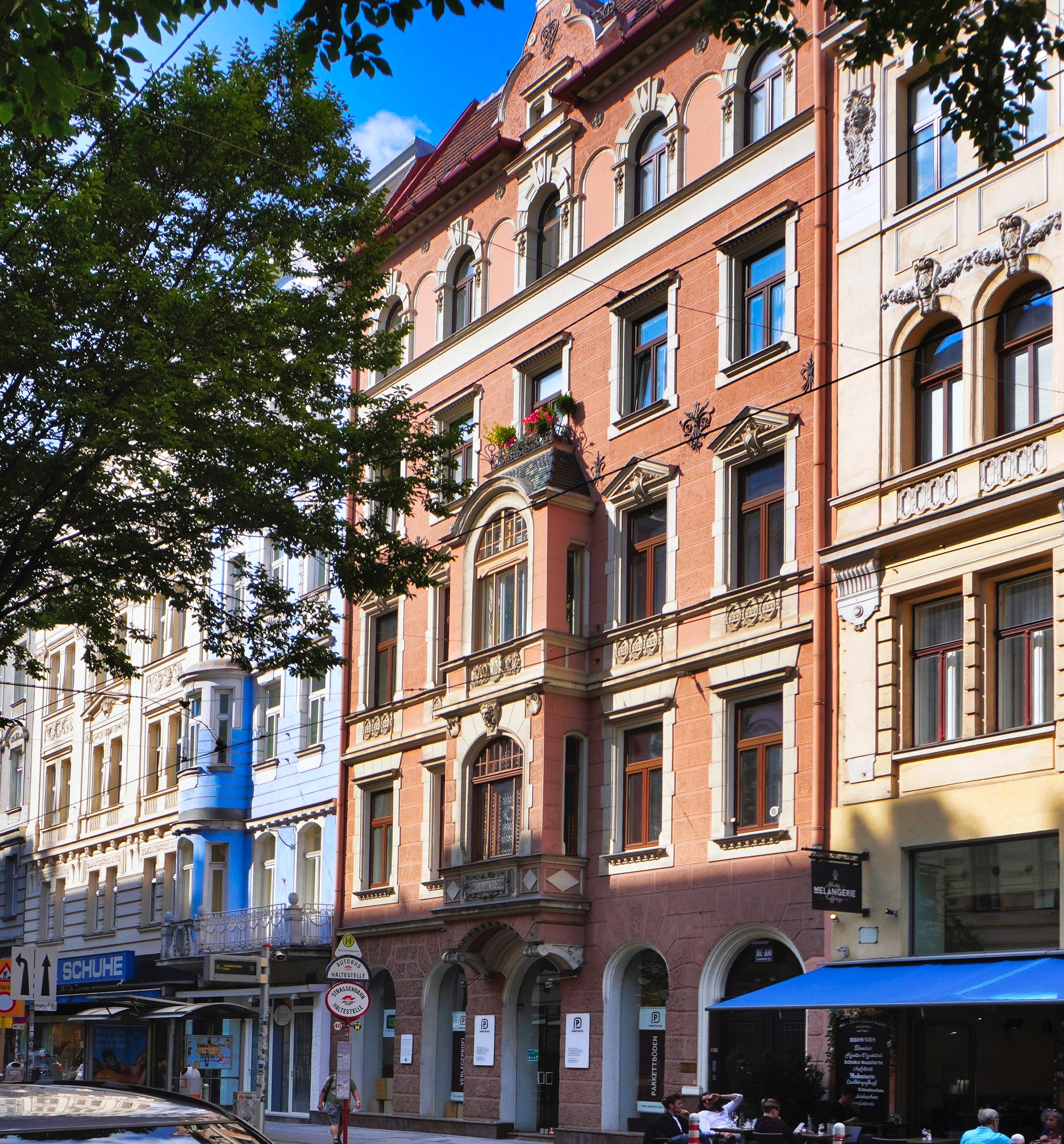
Numéros 100-102
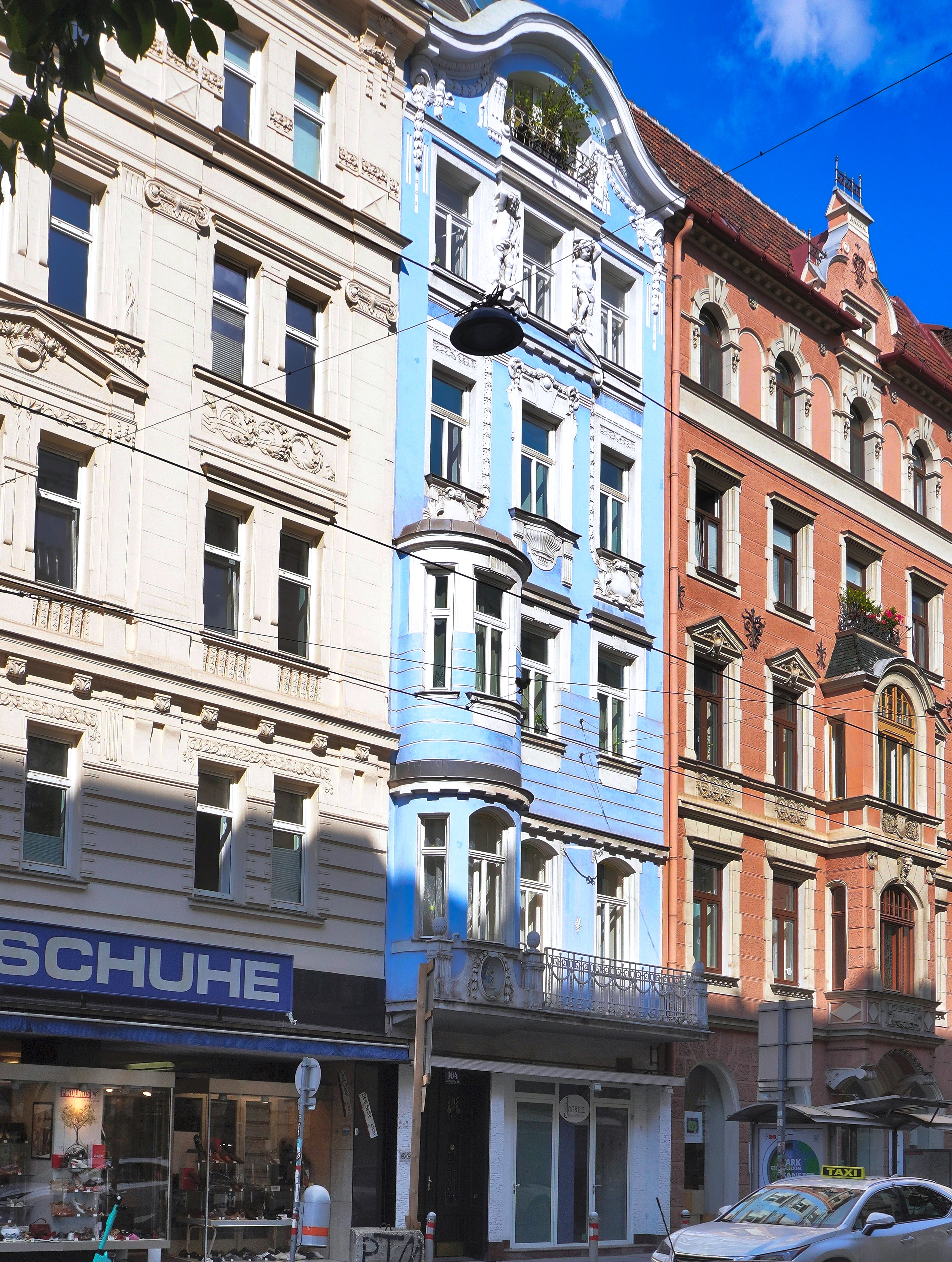
Numéro 104
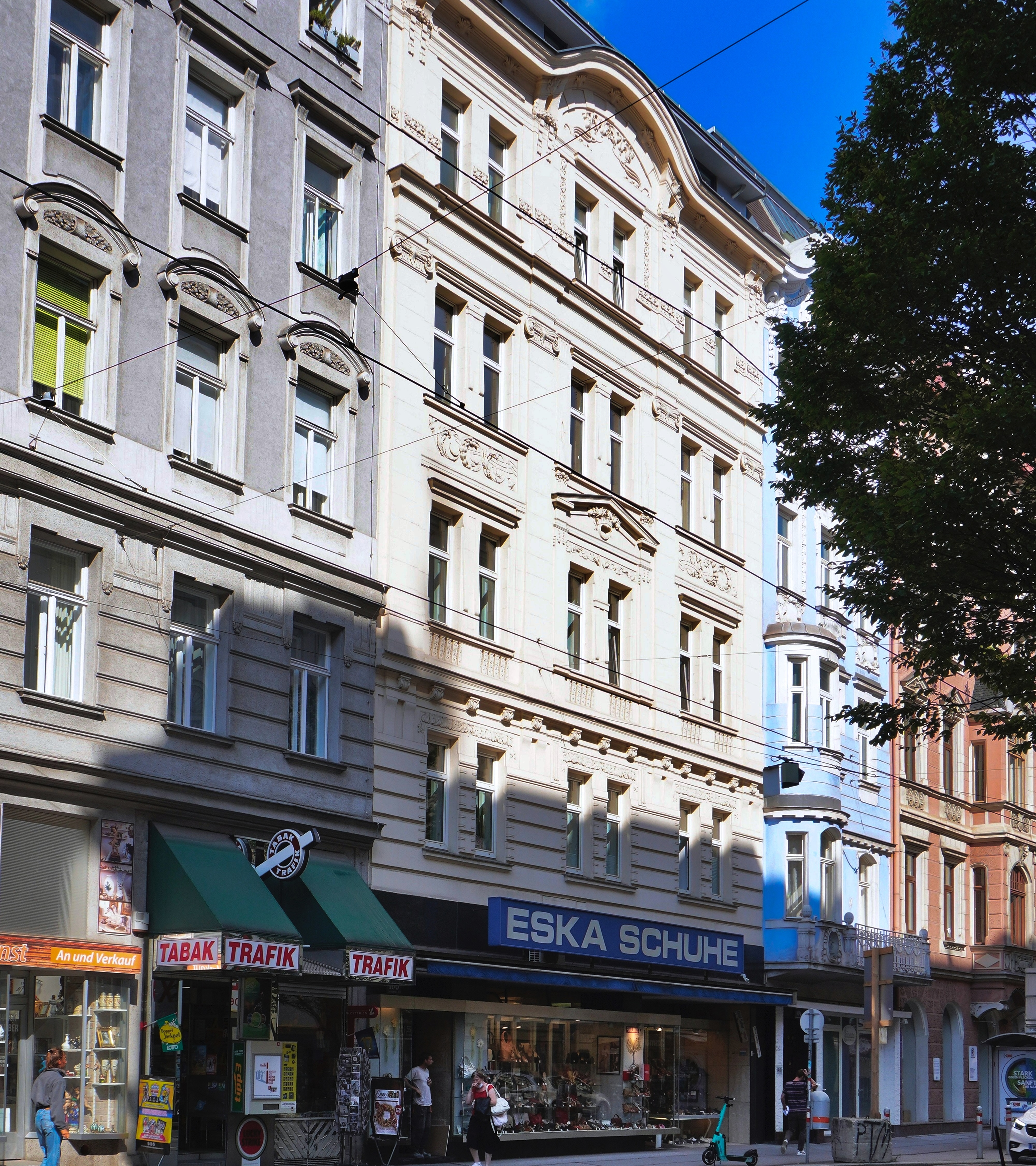
Numéro 106
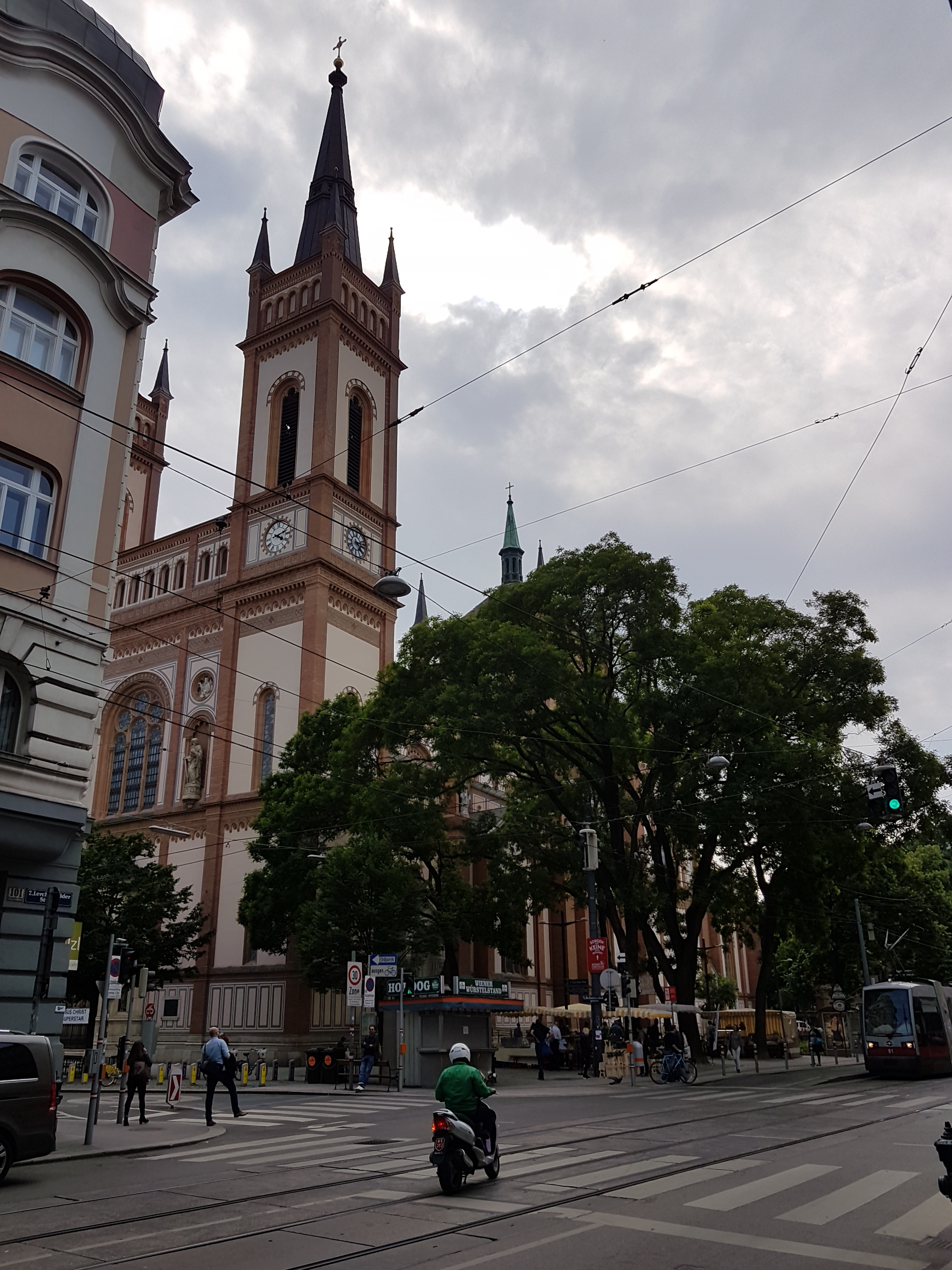
Église paroissiale d'Alt-Lerchenfelder

## Liens web
- Représentation en plan de la Lerchenfelder Straße dans OpenStreetMap